# Esfinx del til·ler
L'esfinx del til·ler (Mimas tiliae) és una espècie de lepidòpter ditrisi de la família dels esfíngids (Sphingidae) àmpliament distribuïda a la regió Paleàrtica, incloent-hi la península Ibèrica. L'eruga s'alimenta principalment de les fulles dels til·lers.

## Descripció

### Imago
Envergadura alar d'entre 60 i 80 mm. Espècie molt variable. Cos gris verdós; tòrax amb tres franges verticals, una central i dues laterals més gruixudes, de color verd oliva, que acaben al cap, del mateix color. Ales anteriors de diverses tonalitats grisoses i en alguns exemplars rosades, amb una franja horitzontal irregular verda oliva fosca. Ales posteriors marronoses clares amb una franja submarginal gruixuda fosca i una de marginal marró. La forma brunnea substitueix els colors verdosos per marronosos. Marges de les ales irregulars, imitant una fulla.

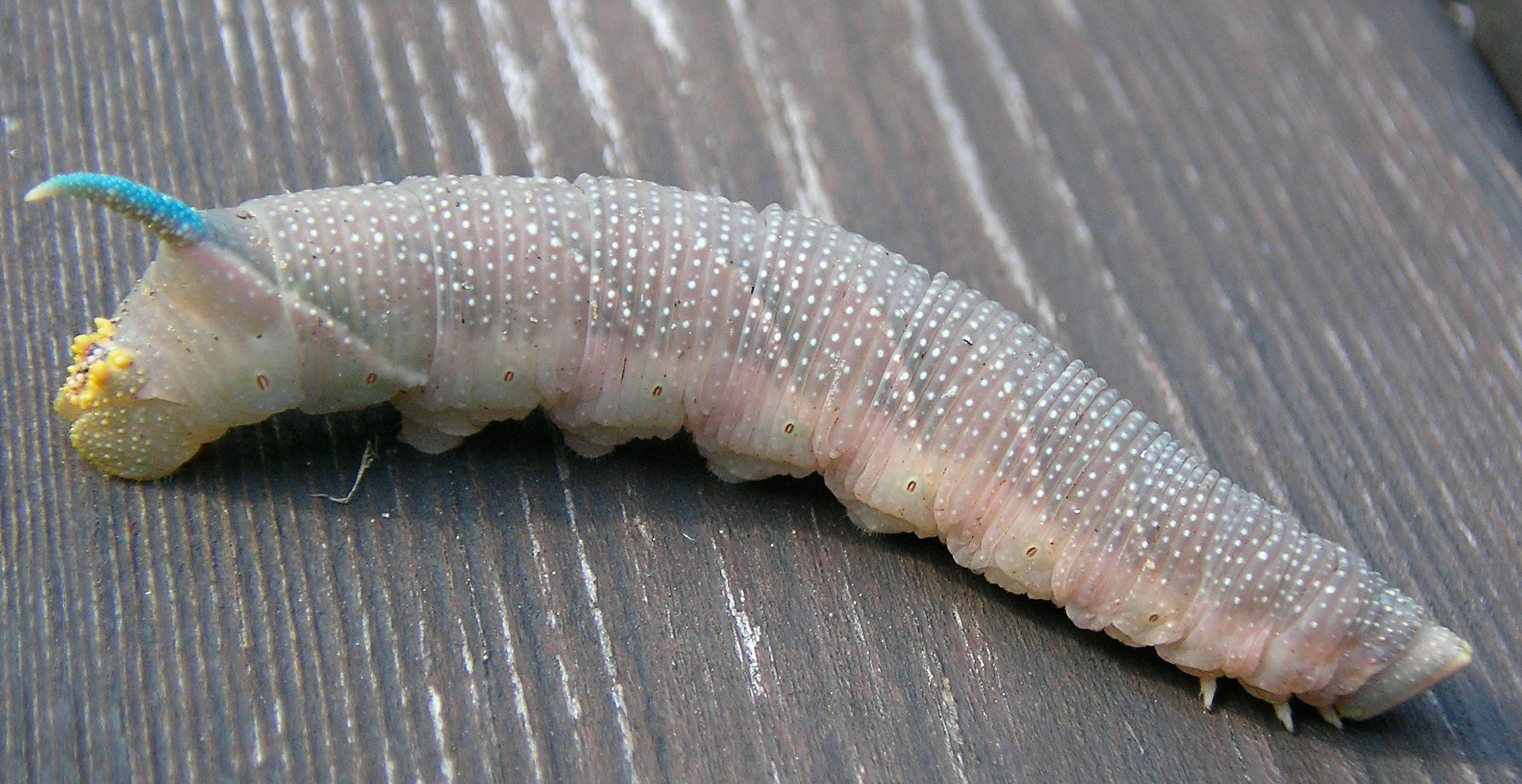
Eruga a punt de pupar
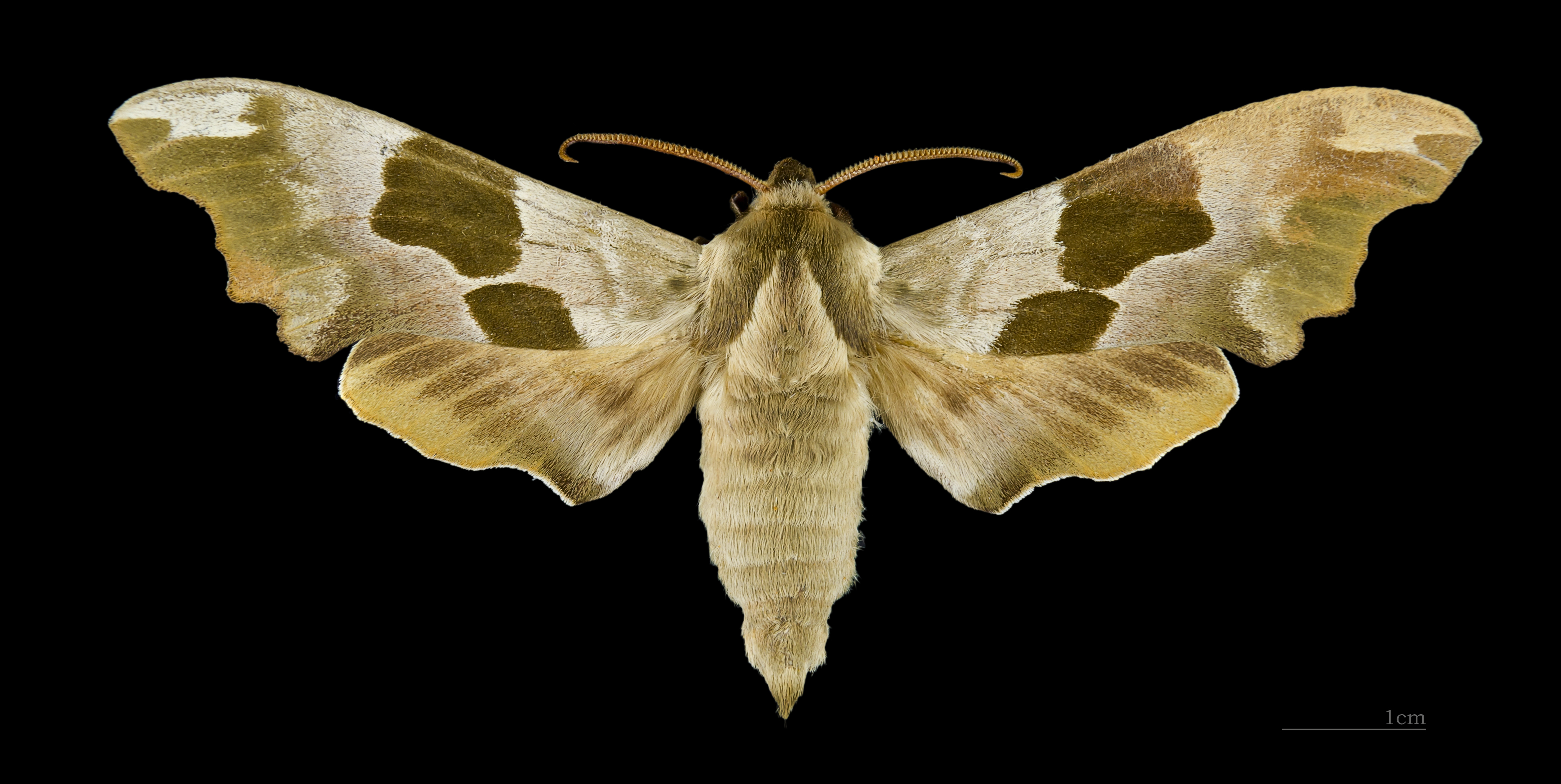
Mimas tiliae ♂
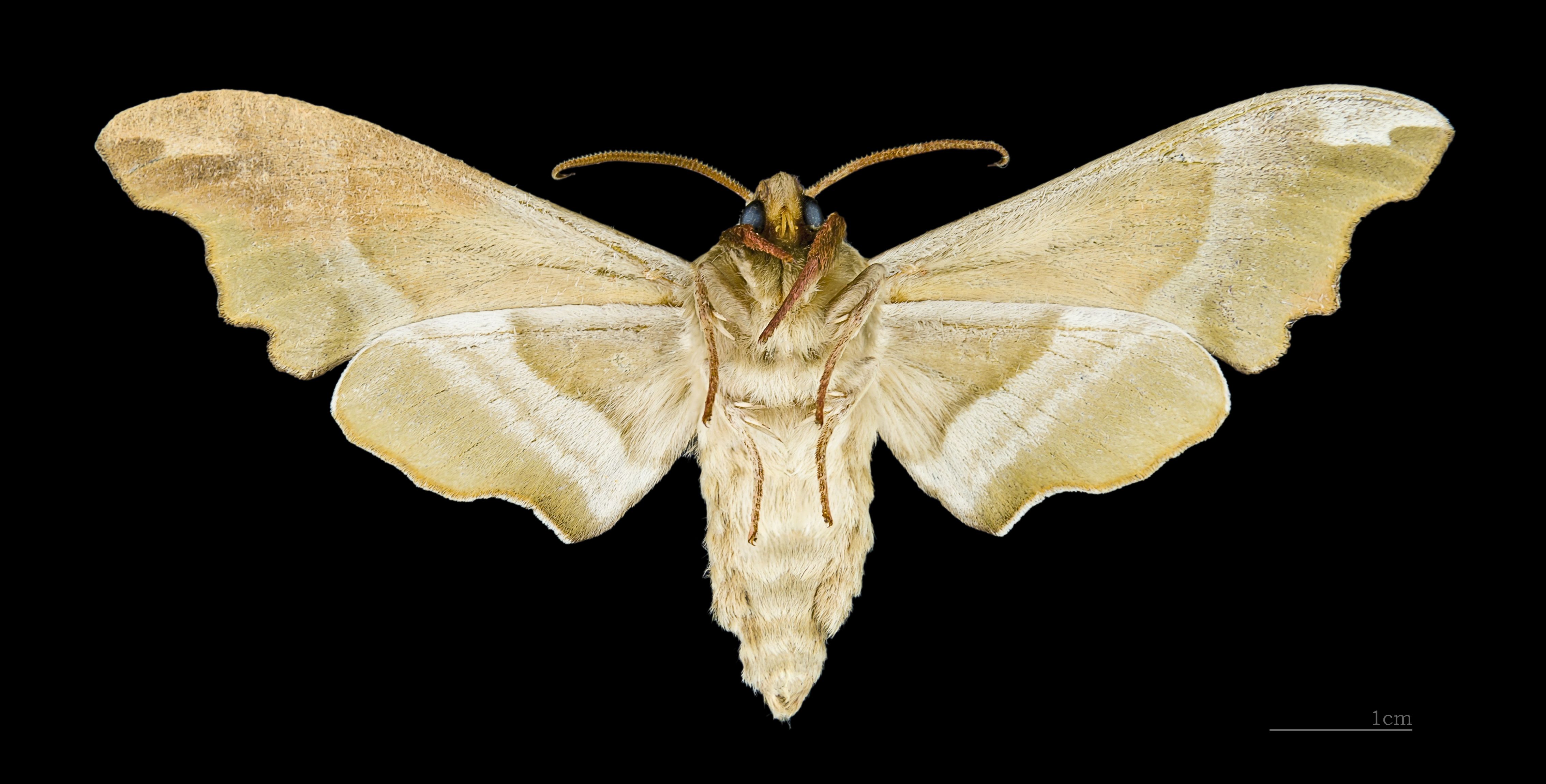
Mimas tiliae ♂ △
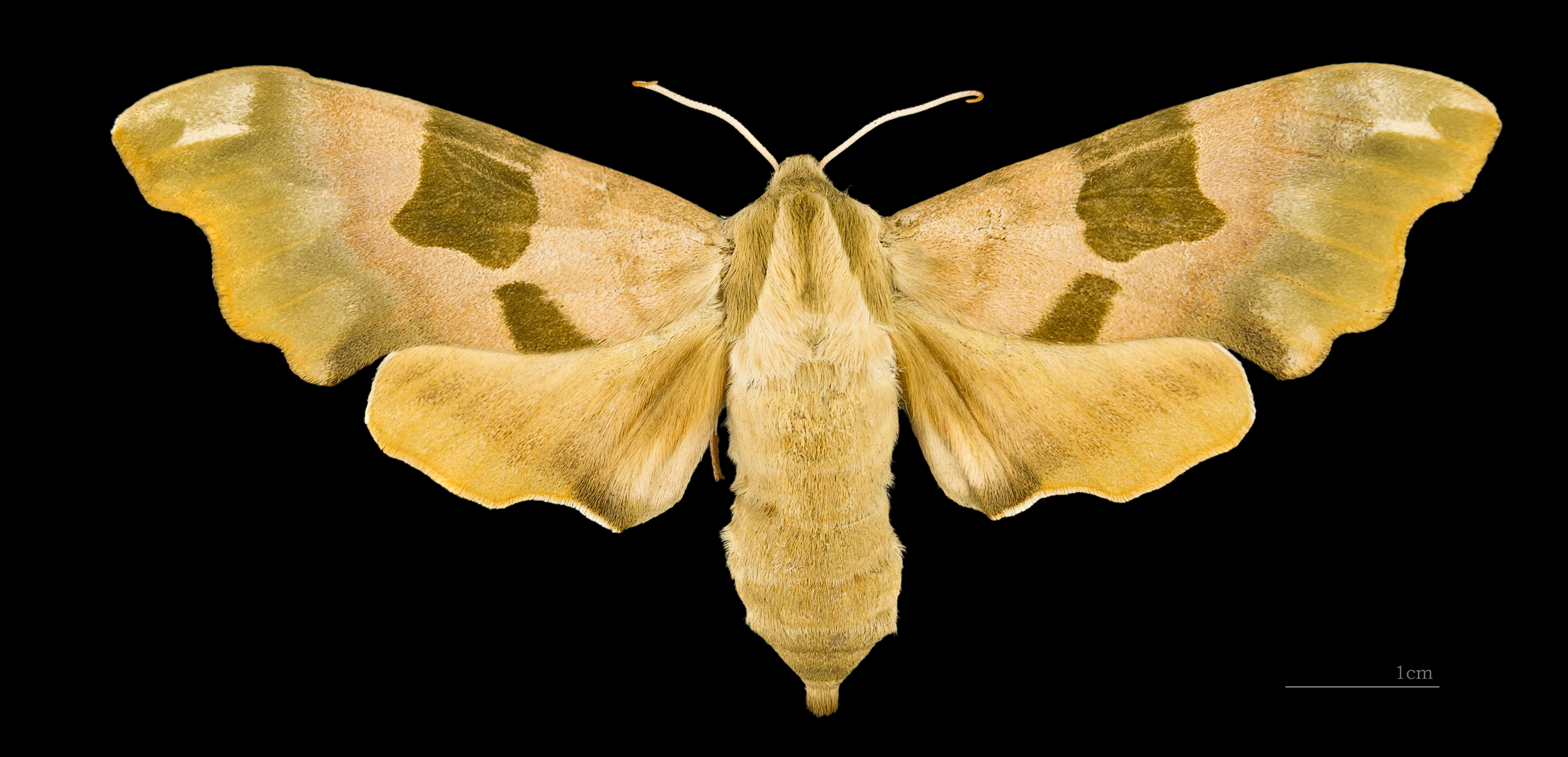
Mimas tiliae ♀
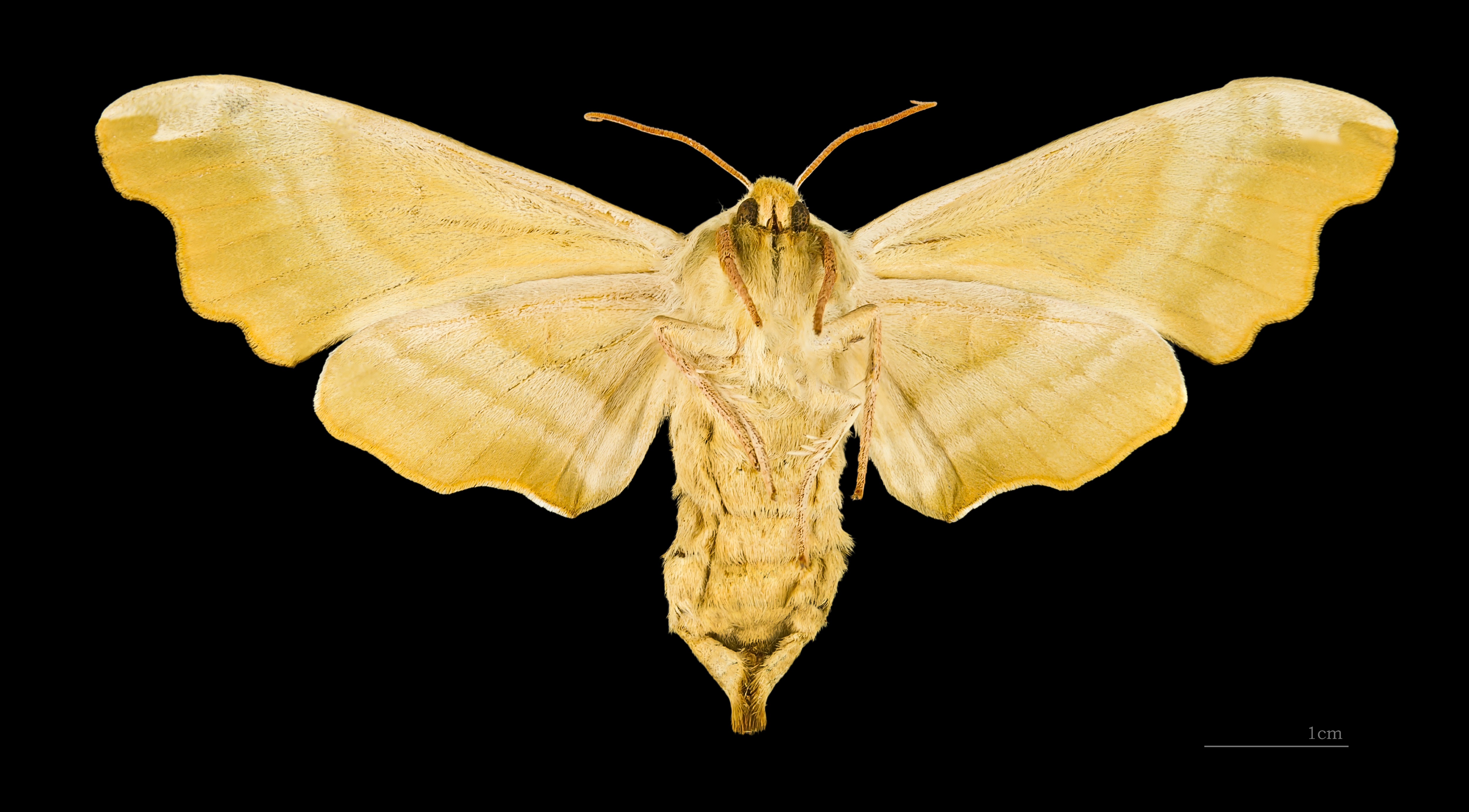
Mimas tiliae ♀ △

### Eruga
Entre 55 i 65 mm de longitud. Cos verd o verd-blavós clapejat de blanc-groguenc amb 7 ratlles diagonals grogues o blanques, l'última acaba en una cua, blava per dalt i rosada i groga per baix, típica dels esfíngids. Alguns exemplars tenen taques rogenques al cantó de cada ratlla. Crida l'atenció la protuberància rugosa groga que té al segment 13, darrere de la cua. Crida l'atenció la forma del seu cap, triangular, que diferencia inconfusiblement aquesta espècie d'altres de la mateixa família. Quan està a punt de crisalidar, l'eruga canvia de color i adquireix tons rosats.

## Distribució i hàbitat
Es pot trobar per gran part de la regió Paleàrtica, des de la península Ibèrica a la Xina. A la península Ibèrica es troba sobretot a la franja septentrional. Principalment boscs amb til·lers, tot i que també es pot trobar en jardins i zones aïllades amb presència de la planta nutrícia. L'eruga s'alimenta sobretot de Tilia; també pot fer-ho de Prunus, Betula, Alnus glutinosa, Alnus incana i Ulmus glabra.

## Període de vol i hibernació
A la península Ibèrica vola generalment en dues generacions, la primera entre abril i juny i la segona entre agost i setembre. A regions més fredes, vola en una única generació estival. Hibernació com a pupa en una cambra subterrània.

## Costums
L'adult presenta una probòscide atrofiada, cosa que impossibilita la seva alimentació, això fa que els imagos només puguin viure uns pocs dies. Normalment els ous es ponen individualment o en parelles.